# Scleria kerrii
Scleria kerrii là loài thực vật có hoa trong họ Cói. Loài này được Turrill miêu tả khoa học đầu tiên năm 1910.